# Скляренко, Алексей Павлович
Алексе́й Па́влович Скляре́нко (15 октября (6 ноября) 1869, Верный, ныне Алма-Ата — июль 1916, Петроград) — деятель российского революционного движения. Настоящее имя — Попов Алексей Васильевич, некоторое время официально носил фамилию крёстного отца — Бальбуциновский.
Алексей — внебрачный сын военного врача Василия Ивановича Попова. Позже Василий Иванович был уволен с военной службы по причине отказа от присвоения ордена. Будучи взрослым, Алексей взял себе фамилию матери, умершей, когда он был ещё ребёнком.
В Верном Скляренко окончил церковно-приходскую школу, затем перебрался в Самару, где поступил в гимназию.
В 1886 году в возрасте 17 лет Скляренко стал одним из организаторов народнического кружка. Через год все организаторы и активные участники кружка были арестованы, Скляренко исключили из гимназии, около года он просидел в петербургских «Крестах».
Деятель российского социал-демократического движения с 1893 года, участник кружка В. И. Ленина в Самаре, руководитель кружка после отъезда Ленина в Санкт-Петербург. Сослан в Архангельск, затем в Кемь (1895), позже переведён в Онегу (1895—1897) и Архангельск (1897—1898). большевик. Участник Революции 1905—1907 годов в Саратове.
Делегат 5-го съезда РСДРП (1907). В 1907 арестован, сослан в Усть-Сысольск (ныне Сыктывкар). С 1911 в Петербурге. Сотрудник газет «Звезда», «Правда» и журнала «Просвещение». Был автором ряда статей по экономике и воспоминаний.
В Самаре его именем названа улица.
Александр Богданов вспоминал о нём как о «близком товарище» Ленина, характеризовал его: «старый большевик, талантливая, многосторонняя натура, ясный ум, чуткий товарищ, самый одаренный из группы самарцев, выдвинувших в своё время ряд известных в литературе имён».
Также как близкого друга Ленина указывал его И. Х. Лалаянц (в Самаре в 1893 году).